# Перша македонська війна
Пе́рша македо́нська війна́ 214 до н. е. — 205 до н. е. — перша з серії воєн, що точилися між Римом і Македонським царством у 3-2 віках до н. е. за панування над Балканським регіоном.
Філіпп V Македонський під впливом перемог Ганнібала на початку Другої пунічної війни почав підтримувати його. Діючи в союзі з Карфагеном проти Риму, Філіпп намагався оволодіти Іллірією і розширити свої володіння в Малій Азії. Римляни головними силами вели боротьбу з Ганнібалом в Італії, а для дій на Балканах виділили незначні сили. Проте македонські війська діяли нерішуче, а римляни всіляко підтримували антимакедонський рух серед елліністичних держав. Ще до поразки Карфагена Філіпп V уклав з римлянами мир. Перша Македонська війна не привела до значних територіальних змін на Балканах, хоча Риму вдалося розширити свій вплив в Греції. Філіпп V, уклавши в 205 мир з Римом, продовжував військові дії проти Пергама, Родоса, зокрема у ході Критської війни 205-200 рр. до н.е.

## Вступ
Під час Пунічних війн з Карфагеном Римська республіка була змушена звернути увагу на схід — на Грецію й елліністичні держави. Великі монархії, що постали по розкладі держави Олександра Македонського, непокоїли Рим своїми імперіалістичними тенденціями. Римляни тривожилися, що якась із елліністичних держав, Македонія, Єгипет, чи Сирія, можуть спробувати здійснити намір завоювати Італію, з яким виступив відносно недавно цар елліністичного Епіра Пірр, і то з далеко більшими силами. Якби котрась із тих держав втрутилася в італійські справи, Рим міг підпасти під владу східного деспотизму. Буйний розвиток грецької культури, що заливала Рим своїми продуктами й впливами, наказував також обережність: римляни могли втратити національну самобутність. Отже, різні причини нахиляли римську політику зайнятися Сходом.

### Балкани наприкінці III століття до н.е.
Політична обстановка на Балканському півострові в останні десятиліття III ст до н. е. надзвичайно ускладнилася. На загальному фоні подальшого розвитку рабовласницьких стосунків, крайнього загострення соціальних суперечностей і зростання піратства військові зіткнення між державами Балканського півострова набувають ще ширших масштабів і спустошливого характеру.
Саме тут сталося перше зіткнення Риму з державами-спадкоємицями імперії Олександра. На Балканському півострові найбільшу силу мала Македонія під династією Антигонідів, що намагалася утримати провід в Елладі. З давніх грецьких держав Афіни цілком втратили значення, Спарта деколи ще доходила до голосу. Більші політичні впливи мали два союзи — Етолійський у Середній Греції та Ахайський на Пелопоннесі. На західному узбережжі Балканського півострова певне значення мав Епір, що перемінився на республіку, та постала нова негрецька держава в Іллірії зі столицею у Скодрі.

### Підкорення римлянами Іллірії
Римляни спершу вступили в конфлікт з іллірійцями, що розвинули в себе морське піратство, непокоїли всі узбережжя Адріатичного моря і дошкуляли також римським купцям. Коли іллірійська королева Тевта не хотіла дати Римові сатисфакції й боронилася тим, що піратство — це природне право її підданих, римські посли заявили, що навчать іллірійців кращих прав. І справді, римський флот у 229 р. зайняв острів Коркиру, місто Епідамн та інші узбережні оселі, а сенат проголосив їх вільними державами під опікою Риму.
Ця пацифікація Іллірії здобула римлянам велику славу в Греції: афіняни допустили навіть римських громадян до Елевсінських містерій, а Коринф — до Істмійських ігор. Але проти Риму виступила Македонія, що скоро зрозуміла, що римляни не вдовольняться частиною узбережжя, але схочуть зайняти всю Елладу.

### Союзницька війна

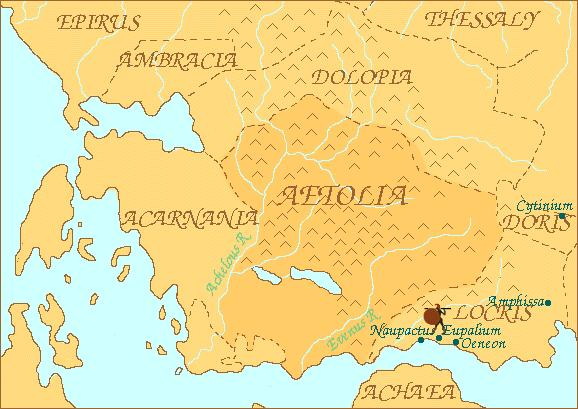
Етолійський союз

У 220 р. македонський цар Філіпп V (221—178) разом з Ахейським союзом та іншими грецькими полісами оголосив війну Етолійському союзу, котрий подав для цього гарний привід своїми грабіжницькими нападами на Мессенію, Акарнанію, Епір та інші області Греції. Втім, всього за пару років по тому почалася вирішальна боротьба між Римом і Карфагеном за панування над Західним Середземномор'ям. Філіпп V на той час вже досяг великих успіхів у боротьбі проти етолійців, проте вирішив краще зосередитись на протидії Риму, котрий після втручання у іллірійські справи отримав перші володіння на Балканах і міг загрожувати македонській політиці. Звістка про поразку римських військ при Тразименському озері підштовхнула македонського царя до укладення миру з Етолійським союзом на умовах status quo.

## Початок війни
Після перемоги карфагенян при Каннах Філіпп вступив в союз з Ганнібалом: обидві сторони повинні були допомагати один одному в боротьбі з Римом. Головною метою Філіппа, якою він керувався при укладенні цього союзу, було вигнання з Іллірії римлян і встановлення там влади Македонії, яка завдяки цьому повинна була отримати вихід до Адріатичного моря. Для безпосереднішої участі у війні Македонія не мала в своєму розпорядженні достатньо сильного флоту. Спроба вийти в море на легких кораблях (215 р. до н. е.) виявилася невдалою.

## Хід війни
Тим часом в Греції все більше і більше розгоралася міжусобна боротьба: у Ахаї, Мессенії та інших областях робилися спроби політичних переворотів, в одних випадках демократичних, в інших − олігархічних. Ворожі партії зверталися за підтримкою до зовнішніх сил. При цьому Македонія, що проводила зазвичай політику підтримки олігархії, тепер, залежно від плинної політичної ситуації, іноді підтримувала й демократичні угрупування.
У Першій Македонській війні римляни протягом декількох років займали вичікувальну позицію. Тільки після узяття Сиракуз (212 р. до н. е.) і Капуї (211 р. до н. е.) вони активізували свою політику на Сході і уклали в 211 р. до н. е. союз з етолійцями. Згідно з цією угодою етолійці повинні були отримати на території, що будуть відняті у ворога, а римляни — рухоме майно і людей. Римляни вже в цей час виступають в Елладі під гаслом захисту грецької свободи і незалежності, хоча на ділі поводили себе як завойовники, жадібні до грошей, до захоплення рабів і здобичі. Грецькі держави нерідко служили для них просто об'єктом торгівлі; так, наприклад, острів Егіна, захоплений римлянами й етолійцями, був проданий ними пергамському цареві Атталу I за 30 талантів.
Круг держав, що брали участь у війні, поступово розширився і вийшов за межі Еллади. Спарта, Еліда, Мессенія, Пергам прилучилися до Риму; Ахайя і Віфінія були на боці Македонії. Як завжди в Греції, в ході великої війни, що ставала все більш і більш обтяжливою для населення, виявлялися застаріла ворожнеча між окремими містами і гострі соціальні суперечності. Вимоги переділу землі і відміни боргових зобов'язань ставали все більш наполегливими. У багатьох полісах демос піднімався проти багатих, виганяв їх, конфісковував їх землю і майно.

## Закінчення війни
Рим, таким чином, почав своє проникнення на Балканський півострів в умовах, що не сприяли об'єднанню сил грецьких держав. Війна продовжувалася до 205/04 р. до н. е. і закінчилася миром, який не вирішив основних питань, не врегулював остаточно стосунків між Філіппом V і Римом, Македонією і Етолійським союзом і надавав воюючим сторонам лише тимчасовий перепочинок. До того ж римляни не дарували цареві Македонії того, що він хотів, і Філіпп V виступив проти них у найтяжчу хвилину, під час Ганнібалового походу в Другій пунічній війні.